# Hehaka Sapa
Hehaka Sapa (1863.–1950.) (poznat i kao Crni los) legendarni wichasha wakan i heyoka, svet čovjek Siouxa, rođen 1863. na granici Montane i Wyominga u tetonskom plemenu Oglala. Cijeli svoj život bio je duhovni vođa svog naroda. Crni los bio je bratić Tashunka Witkoa (Thašųka Witko; Ludi konj) i učesnik bitke na Little Bighornu 1876., te 1890. ranjen u masakru kod Wounded Kneeja (Ranjenom koljenu). U Katoličkoj Crkvi dobio je titulu sluga Božji.
Dva puta se ženio, prvi puta za Katie War Bonnet (1892) koja mu je rodila troje djece, i drugi puta ženi se za udovicu koja mu je rodila dvije kćeri. Pred kraj života izdiktirao je američkim autorima svoju biografiju i rituale Tetona John G. Neihardu ( 'Black Elk Speaks' , izdana 1932) i Joseph Epes Brownu  'The Sacred Pipe: Black Elk's Account of the Seven Rites of the Oglala Sioux, izdana 1953 i 1989' .

## Vanjske poveznice
- Hehaka Sapa: Holy Man of the Oglala Sioux  Arhivirana inačica izvorne stranice od 26. srpnja 2008. (Wayback Machine)